# Paravelleda tanganjicae
Paravelleda tanganjicae là một loài bọ cánh cứng trong họ Cerambycidae.